# Scena nad morzem
Scena nad morzem (あの夏、いちばん静かな海 Ano natsu, ichiban shizukana umi; dosłownie: „Tamtego lata, najspokojniejsze morze”) – japoński dramat filmowy z 1991 roku. Autorem scenariusza i reżyserem filmu jest Takeshi Kitano, ale nie grał w nim jednak żadnej roli.